# ガトリングチューン
Gatling Tune（ガトリングチューン・チューン） は、日本のボーカロイド専門レーベル。

## 概要
2014年、ミュージシャンの加藤晴夫とミキシングエンジニアの渡辺紀明によって設立されたボーカロイドレーベル。
現在までにボカロのパレード feat. 初音ミク、ボカロのダンスカーニバル feat. 初音ミク、ボカロのフューチャークラシック feat. 初音ミクの3作のボカロコンピレーションをリリースしている。

## 発売されたアルバム
・ボカロのパレード（2014年5月）
・ボカロのダンスカーニバル（2015年5月）
・ボカロのフューチャークラシック（2016年5月）

## 収録曲

### ・ボカロのパレード（2014年5月）

#### 1st ステージ: ファンタスティックミクチューンズ
霜楓と散ゆ ぺのれり feat.初音ミク
Save you エレクトリカル feat.初音ミク
ga楽taハードワーカー 透ch feat.鏡音リン
電脳DJ あいんしゅたいんP feat.Gumi
メランコリー睨んだ氷 美女♂men Z　なっち♂ feat.初音ミク
Subzero：ワンセカンドシティプランニング myremy feat.巡音ルカ
Lost Melody 鷹月亜樹 feat.初音ミク
かくれんぼ シロツメＰ feat.結月ゆかり

#### 2nd ステージ: サファイアポップスクロワッサン
アンドロイドは砂糖菓子の夢を魅るか？ 芋犬ポテト feat.GUMI
ゾンビゾンビジェネレーション きむた feat.鏡音リン
Dearest 阿妻 諒 feat.初音ミク
星音残像石 mowaku feat.初音ミク
lonely walk 午後Ｐ feat.初音ミク
ハツコイ フルオキセチン feat.歌愛ユキ
17-セブンティーン- ムラタムラオ feat.結月ゆかり
スカイハイ Keyta feat.初音ミク
いたずら おばけ Style feat.初音ミク
君と恋とパレード モノアイ feat.初音ミク
フィクショニア、終りを告げる Taroon feat.初音ミク
Rain mitejin feat.初音ミク

#### 3rd ステージ: スタイリッシュクラブ＆ダンスチューン
ルミナリー Saiph feat.初音ミク
ゆるふわ恋心 あたわめ feat.初音ミク
輪廻 Deme feat.初音ミク
PEACE kalic feat.初音ミク
空蝉ディスコ キルコ feat.初音ミク
カーニバル 朴念人 feat.結月ゆかり
LOVELOVEミク かたつむりP feat.初音ミク

#### 4th ステージ: ワイアードホールニューワールド
Habitat Strausz feat. 初音ミク
DANCALOID Kii feat.初音ミク
Can We Go Back Brent Arnold feat. 初音ミク
閃光乖離ファンタジア 輪廻りんごP feat.初音ミク
JAXA Giganta feat.初音ミク
Alma Song PWRFL POWER feat.初音ミク
Sign ふぁそらし堂 feat.初音ミク
だんだん鬱になっていく みかんのP feat.初音ミク
帰ろ 帰ろ ぺのれり feat.初音ミク